# منطقة بلري
بلري رمزها «BL» (بالإنجليزية: Bellary)‏ ، هو تقسيم إداري لدولة الهند تتبع ولاية كارناتاكا (بالإنجليزية: Karnataka)‏ ، مركزها هو مدينة بلري (بالإنجليزية: Bellary)‏ عدد سكانها حسب تعداد سنة 2001 هو 2,025,242 ، مساحتها 8,439 كم² وكثافة السكان 240 لكل كم² .